# EUROfusion
Az EUROfusion az Európai Unióban és Svájcban található fúziós kutatólaborokat összefogó konzorcium. Az EUROfusion 2014-ben az EFDA (európai fúziós kutatási megállapodás) utódaként alakult az európai fúziós kutatási program koordinálására. A konzorciumot jelenleg az EURATOM program finanszírozza.

## Szervezet
Az EUROfusion konzorcium megállapodást 29 kutatási szervezet és egyetem írta alá 26 európai uniós tagországból és Svájcból.
| Ország             | Részt vevő kutatóintézet |
| ------------------ | --- |
| Ausztria           | Austrian Academy of Sciences, Bécs |
| Belgium            | Ecole Royale Militaire-Koninklijke Militaire School, Plasma Physics Laboratory, Brüsszel                                                   |
| Bulgária           | Bulgarian Academy of Sciences, Institute of Nuclear Research and Nuclear Energy, Szófia                                                    |
| Horvátország       | Ruđer Bošković Institute, Zágráb |
| Ciprus             | University of Cyprus, Nicosia |
| Csehország         | Academy of Sciences of the Czech Republic, Institute of Plasma Physics, Prága                                                              |
| Dánia              | DTU, Plasma Physics and Fusion Energy, Lyngby                                                                                              |
| Észtország         | University of Tartu, Institute of Physics                                                                                                  |
| Finnország         | VTT Technical Research Centre of Finland, Espoo                                                                                            |
| Franciaország      | Commissariat à l'énergie atomique et aux énergies alternatives, CEA, Cadarache                                                             |
| Németország        | Forschungszentrum Jülich, FZJ; Karlsruhe Institute of Technology, KIT; Max Planck Institute of Plasma Physics, IPP, Garching és Greifswald |
| Görögország        | National Center For Scientific Research "DEMOKRITOS", Athén                                                                                |
| Magyarország       | Magyar Tudományos Akadémia, Wigner Fizikai Kutatóközpont, Budapest                                                                         |
| Írország           | Dublin City University, Plasma Research Laboratory                                                                                         |
| Lettország         | University of Latvia, Institute of Solid State Physics, Riga                                                                               |
| Litvánia           | Lithuanian Energy Institute, Kaunas |
| Hollandia          | FOM, Foundation for Fundamental Research on Matter, Utrecht                                                                                |
| Lengyelország      | Institute of Plasma Physics and Laser Microfusion, Varsó                                                                                   |
| Portugália         | Universidade Técnica de Lisboa, Instituto Superior Técnico, IST IPFN                                                                       |
| Románia            | Institutul de Fizică Atomică (IFA), Ilfov                                                                                                  |
| Szlovákia          | Comenius University, Department of Experimental Physics, Pozsony                                                                           |
| Szlovénia          | JSI Jozef Stefan Institute, Ljubljana |
| Spanyolország      | Centro de Investigataciones Energeticas, Medioambientales y Tecnologicas, (CIEMAT), Madrid                                                 |
| Svédország         | Vetenskapsrådet, Stockholm |
| Svájc              | École Polytechnique Federale de Lausanne EPFL, Swiss Plasma Center (SPC), Lausanne                                                         |
| Egyesült Királyság | Culham Centre for Fusion Energy (CCFE), itt található a JET                                                                                |

Az EUROfusion programmenedzsment-irodák Garchingban, München mellett találhatóak a Max Planck Plazmafizikia Kutatóintézet (IPP) területén. Az IPP egyben a konzorcium koordinátorszervezete is.

## Tevékenység
Az EUROfusion olyan fúziós kutatásokat finanszíroz, amelyek a „Fúziós utiterv” megvalósulását segítik elő. Az Útiterv a leghatékonyabb utat írja le, hogy megvalósítsuk a fúziós villamosenergia-termelést 2050-ig. Az EUROfusion koordinálásával végzett kutatások célja az ITER kísérletre való felkészülés, illetve az utána építendő első fúziós erőmű, a DEMO koncepciójának kidolgozása. A világ jelenleg legnagyobb fúziós kísérleti berendezése a JET (Joint European Torus), amely a Culham Centre for Fusion Energy intézetben található az Egyesült Királyságban. A JET az európai fúziós kutatások zászlóshajója, amely szintén az EUROfusion irányítása alatt működik. Az alábbi táblázatban a további kísérleti berendezések találhatóak, amelyek kapcsolódnak az európai fúziós kutatási programba:
| Berendezés      | Típus               | Intézet/Hely                |
| --------------- | ------------------- | --------------------------- |
| ASDEX Upgrade   | Tokamak             | IPP Graching, Németország   |
| TCV             | Tokamak             | Swiss Plasma Centre, Svájc  |
| WEST            | Tokamak             | CEA, Franciaország          |
| MAST Upgrade    | Szférikus Tokamak   | CCFE, Egyesült Királyság    |
| Wendelstein 7-X | Sztellarátor        | IPP Greifswald, Németország |
| PSI-2           | Lineáris berendezés | FZJ, Németország            |
| Pilot-PSI       | Lineáris berendezés | FOM, DIFFER, Hollandia      |
| MAGNUM-PSI      | Lineáris berendezés | FOM, DIFFER, Hollandia      |